# Rottbach (Lech)
Der Rottbach ist ein etwa 16 km langer rechter Zufluss des Lech in den Landkreisen Landsberg am Lech und Weilheim-Schongau in Oberbayern.

## Oberlauf
Der Rottbach entspringt in einer hügeligen Moränenlandschaft bei Puitl auf einer Höhe von 745 m ü. NHN.

## Verlauf
Der Rottbach läuft zunächst südlich an Streberg vorbei um danach im Bereich des Breiten Mooses kurz die Grenze zwischen den Landkreisen Landsberg am Lech und Weilheim-Schongau zu bilden, bevor er ganz in das Gebiet des Landkreises Landsberg am Lech eintritt.
Wenig später nimmt der Rottbach von links den Lüßgraben auf, bevor er zum Engelsrieder See aufgestaut wird. Dieser wurde 1510 auf Veranlassung des Wessobrunner Abts Kaspar Götz zur Fischzucht angelegt, nach einem Dammbruch 1905 wurde das Stauwehr 1921 neu errichtet. Am See befindet sich ein Strandbad. 
Kurz nach dem Verlassen des Engelsrieder Sees fließt von rechts der Geiselmoosbach zu, wenig später ebenfalls der Kalterbach. 
Nach einem Knick Richtung Nordwesten passiert der Rottbach den südlichen Teil des Ortes Rott, bevor er sich bei Grubmühle von einem von Mäandern geprägten Flussbett zunehmend in ein tiefes Tal einschneidet. Schließlich fließt der Rottbach südlich von Apfeldorfhausen durch eine Schlucht die kurz vor der Mündung nördlich von Rauhenlechsberg in den Lech etwa 70 m tief ist.
Schließlich mündet der Rottbach von rechts in den Lech unterhalb der Lechstaustufe 9 – Apfeldorf auf 635 m ü. NHN.
Der 16,1 km lange Rottbach mündet etwa 110 Höhenmeter unter dessen Ursprung und hat damit ein mittleres Sohlgefälle von knapp 7 ‰.

## Zuflüsse
- Lüßgraben (GKZ: 12592-2), von links und Westen auf etwa 697 m ü. NHN in einem Sumpfgebiet westlich des Engelsrieder Sees, 1,47 km lang und 4,33 km² Einzugsgebiet. Entsteht auf etwa 707 m ü. NHN südlich des Riedhofs.

- Geiselmoosbach (GKZ: 12592-4), von rechts und Südosten auf etwa 690 m ü. NHN nach dem Abfluss aus dem Engelsrieder See bei Seehäusl, 2,13 km lang und 2,92 km² Einzugsgebiet. Entsteht auf etwa 715 m ü. NHN westnordwestlich von Wessobrunn.

- Kalterbach (GKZ: 12592-6), von rechts und Osten auf etwa 686 m ü. NHN im Kalterbacher Filz südlich von Rott, 2,61 km lang und 3,56 km² Einzugsgebiet. Entsteht auf etwa 722 m ü. NHN westlich von Schellschwang.[2][3]

## Weitere Daten
Der mittlere Jahresniederschlag beträgt etwa 1.300 mm.